# 11727 Sweet
11727 Sweet è un asteroide della fascia principale. Scoperto nel 1998, presenta un'orbita caratterizzata da un semiasse maggiore pari a 2,3820469 UA e da un'eccentricità di 0,0488813, inclinata di 1,82315° rispetto all'eclittica.